# A Certain Sacrifice
Pour plus de détails, voir Fiche technique et Distribution.
A Certain Sacrifice est un film indépendant américain co-scénarisé et réalisé par Stephen Jon Lewicki, sorti aux États-Unis le 1er octobre 1985. Il a été tourné entre 1979 et 1981 et il s'agit du premier film de la chanteuse américaine Madonna. Pour capitaliser sur son succès grandissant après la sortie de son album Like a Virgin, le réalisateur décide de l'exploiter commercialement mais Madonna s'y oppose, sans succès.

## Synopsis
Bruna (Madonna) vit dans le Lower East Side avec trois esclaves sexuels. Alors qu'elle fait la rencontre de Dashiel (Jeremy Pattnosh) et qu'elle en tombe amoureuse, elle leur annonce qu'elle n'a plus besoin d'eux et face à cette nouvelle, les esclaves l'agressent sexuellement. Plus tard, Bruna est violée par Raymond (Charles Kurtz) dans les toilettes d'un café : avec l'aide de ses esclaves et de Dashiel, elle décide de partir à la recherche de son violeur et de se venger : ils l'attirent dans un théâtre et le tuent dans le cadre d'un rituel satanique.

## Fiche technique
- Titre original : A Certain Sacrifice
- Réalisation : Stephen Jon Lewicki
- Scénario : Stephen Jon Lewicki, Jeremy Pattnosh, Robert Manganaro Morris
- Montage : Stephen Jon Lewicki, Robert Manganaro Morris
- Musique : Jeremy Pattnosh
- Langue : anglais
- Distribution :
  -  États-Unis : Vidimax Home Entertainment, Virgin Video, Worldvision Home Video
- Genre : drame
- Durée : 60 minutes
- Budget : 20 000 dollars américains
- Dates de sortie : 
  - États-Unis : 1er octobre 1985

## Distribution
- Jeremy Pattnosh : Dashiel
- Madonna : Bruna
- Charles Kurtz : Raymond Hall
- Kate Magill : Susan Porter
- Timmy Leight : la propriétaire
- Michael Dane : l'esclave travesti
- Russell O. Lome : l'esclave homme
- Angi Smit : l'esclave femme

## À propos
A Certain Sacrifice a été tourné entre octobre 1979 et novembre 1981 avec un budget de 20 000 $. Madonna a été engagée pour le film après avoir répondu à une annonce dans le magazine spécialisé Backstage qui demandait une jeune femme « brune, ardente, dominatrice, énergique, sachant danser et acceptant de travailler sans cachet. ». Elle est la seule à avoir touché un salaire pour le film, un cachet de 100 $ que Lewicki lui a consenti pour l'aider à payer son loyer. Pour capitaliser sur le succès de Madonna après la sortie de son album Like a Virgin, Stephen Jon Lewicki décide d'exploiter commercialement le film.
Bien que Madonna y soit opposée et qu'elle lui propose 10 000 $ pour en empêcher la sortie, une offre que Lewicki déclinera, elle comprend vite que toute publicité est bonne à prendre. Elle décide de l'attaquer en justice mais l'action échoue et le film est finalement édité.